# Stortjärnen (Frostvikens socken, Jämtland, 713639-144550)
Stortjärnen är en sjö i Strömsunds kommun i Jämtland och ingår i Ångermanälvens huvudavrinningsområde. Sjön har en area på 0,0703 kvadratkilometer och ligger 432,8 meter över havet.

## Delavrinningsområde
Stortjärnen ingår i det delavrinningsområde (713644-144842) som SMHI kallar för Utloppet av Sjulssjön. Medelhöjden är 408 meter över havet och ytan är 34,44 kvadratkilometer. Räknas de 411 avrinningsområdena uppströms in blir den ackumulerade arean 4 052,25 kvadratkilometer. Faxälven som avvattnar avrinningsområdet har biflödesordning 2, vilket innebär att vattnet flödar genom totalt 2 vattendrag innan det når havet efter 267 kilometer. Avrinningsområdet består mestadels av skog (89 procent). Avrinningsområdet har 2,71 kvadratkilometer vattenytor vilket ger det en sjöprocent på 7,9 procent.